# Hackmania saphes
Hackmania saphes là một loài nhện trong họ Dictynidae.
Loài này thuộc chi Hackmania. Hackmania saphes được Ralph Vary Chamberlin miêu tả năm 1948.